# Per Andersson (skådespelare)

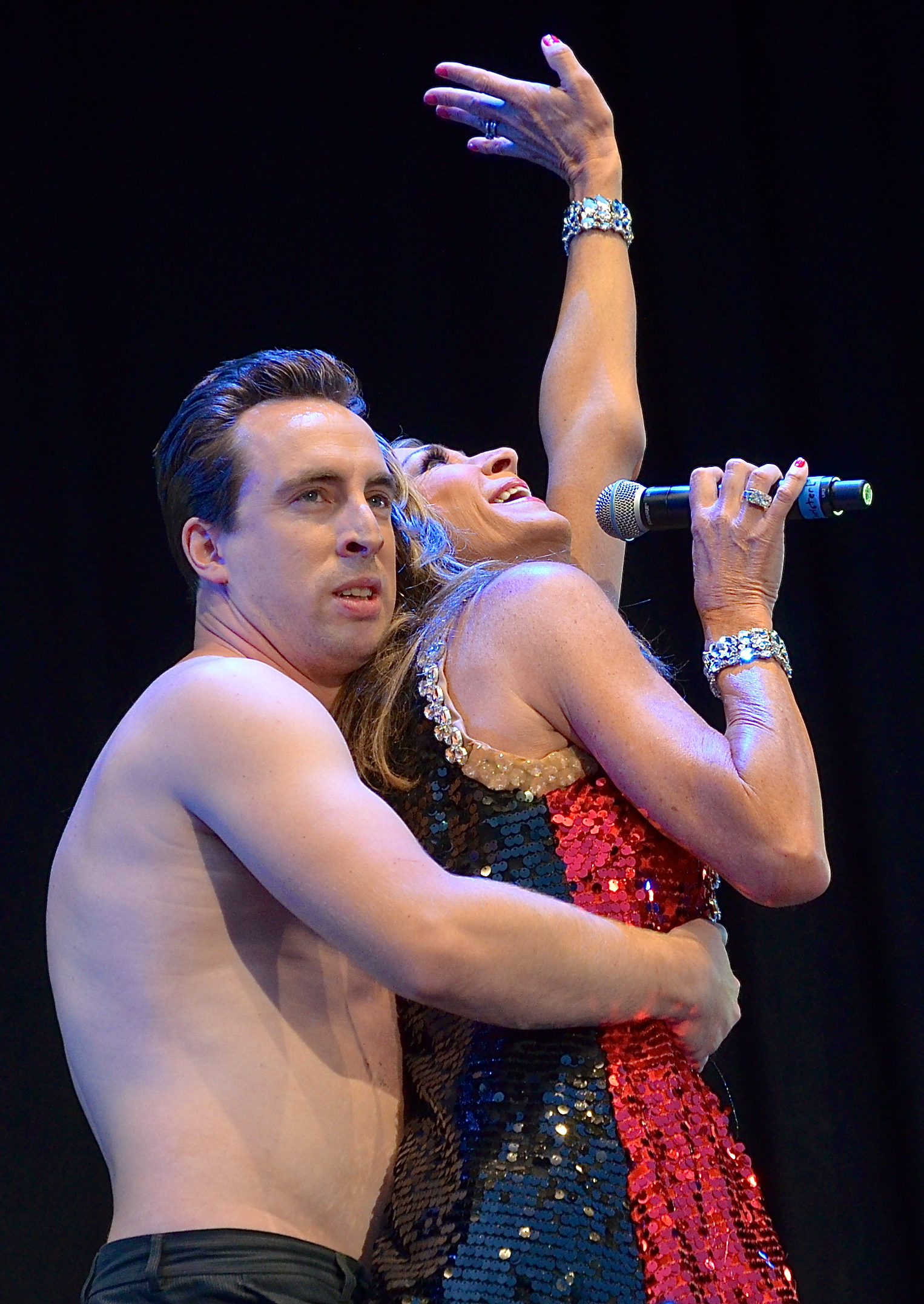
Per Andersson under ett uppträdande med Christer Lindarw på Stockholms Kulturfestival 2012.

Per Johan Andersson, född 17 november 1976 i Mölndal, är en svensk skådespelare, komiker, manusförfattare och regissör.

## Karriär
Andersson, som är en av grundpelarna i humorgruppen Grotesco, har synts i TV-program som Pulver, Melodifestivalen – där han 2013 framförde ratade bidrag som skickats in samt var hårdkokt polis 2011, Jobbtjuven, Robins, Så ska det låta, Parlamentet, Time Out, Allsång på Skansen, Lotta på Liseberg m.m.
På scen har han bland annat synts i rockmusikalen Rock of Ages på Rondo och Chinateatern, den egenskrivna Dixie Comedy Cabaret – en humorkatastrof med dixiemusik, Diggiloo – Sveriges största sommarturné 2013, 2014, La Cage aux folles på Oscarsteatern, Zpanska flugan på Chinateatern och Amiralen i Malmö. Hasse å Tage hyllning på Berns,
Andersson har gjort rösten till Myggan, Leif i Jag och mina monster, Art i Monster University, Rädsla i Insidan Ut.
Han har bland annat medverkat i filmer som Bröderna Karlsson och I rymden finns inga känslor, Den enskilde medborgaren, Åsa-Nisse – wälkom to Knohult.
Under sommaren 2000 cyklade han genom Sverige på turné med Teater Cyklon. År 2001 uppförde han en enmansshow på Göteborgs konserthus som han hyrde för egna pengar, regisserat Allika teaterns stadsvandring i Klippan i Göteborg och barockoperan AMADIS på Pusterviksteatern 2009, barnteater i Gunnebo under 90-talet som bl.a. farbror Melker, Kling och doktor Livsely i Skattkammarön, spelat Tiger och Ior i Sverigeturne med Nalle Puh, medverkat i Mölndalsrevyn under 90-talet, sketcher i Morgonpasset i P3 och Rally i P3, skrev och spelade föreställningar som Mitt Livs Paj (som spelades under hösten 2006 på Aftonstjärnan och Storan i Göteborg)  och har spelat Erik Satie på Aftonstjärnan.
Sedan april 2008 är Andersson knuten till Göteborgs-Postens Världens gång-sida. Inledningsvis skrev han limerickar under vinjetten "Herr Anderssons refuserade". Sedan hösten 2011 är han söndagskåsör.

Per Andersson fick Göteborgs Spårvägars Kulturpris år 2017 med motiveringen: 
"För att han på bästa sändningstid, i allt ifrån debatter till duetter, visat hur äkta göteborgsk käftslängdhet ska låta. Och för att han med en humor präglad av värme bjuder in alla till att skratta i en tid då vi verkligen behöver det. Årets pristagare bekräftar hela svenska folkets fördomar om hur en riktig göteborgare ska vara, och för det är vi väldigt tacksamma."
Förutom prispengar och en skulptur fick även Andersson sitt namn på en spårvagn, M32 425

## Priser och utmärkelser
- Mölndals kulturstipendium
- Tôrparpriset 2004 (Stipendium till minne av Mats Ljung)
- Karamelodiktstipendiet 2016[4]
- Kulturpriset 2017[3]
- Lisebergsapplåden 2020
- Det Svenska Humorpriset 2021 (Årets manliga komiker)[5]

## Teater

### Roller (ej komplett)
- Filosofspexet
- Mölndalsrevyn

| År   | Roll                  | Produktion                                                              | Regi               | Teater                                     |
| ---- | --------------------- | ----------------------------------------------------------------------- | ------------------ | ------------------------------------------ |
| 2000 |                       | Klockrent                                                               |                    | Teater Cyklon, Sverigeturné                |
| 2001 |                       | Herr Andersson och orkestern också                                      |                    | Stenhammarsalen, Göteborgs konserthus      |
| 2001 |                       | De ratades afton                                                        |                    | Gillestugan                                |
| 2002 |                       | Livsmedel                                                               |                    | Chalmers                                   |
| 2003 |                       | Rallygängets krogshow                                                   |                    | Restaurang Trädgårn                        |
| 2004 |                       | Star Quality                                                            |                    |                                            |
| 2004 |                       | Torsk herr minister Allan Lewis Rickman och Karl Tiedman                | L Per E Pettersson | Nääs slott                                 |
| 2005 |                       | Mitt livs paj                                                           | Håkan Johnsson     | Aftonstjärnan                              |
| 2005 | Bengt von Bengtsson   | Två ägg i högklackat Krister Classon                                    | Krister Classon    | Vallarnas friluftsteater                   |
| 2006 |                       | Mitt livs paj                                                           | Håkan Johnsson     | Stora Teatern, Göteborg/ Nya Casinoteatern |
| 2007 |                       | Erik Satie kom aldrig fram till Spetsbergen ... Eller? Johann Nordqvist | Johann Nordqvist   | Aftonstjärnan                              |
| 2010 |                       | Ugglas Revy (Var fan är min revy)                                       |                    |                                            |
| 2011 |                       | Dixie Comedy Cabaret                                                    |                    | Lisebergsteatern                           |
| 2011 | Molgan Ribba          | Zpanska flugan Franz Arnold och Ernst Bach                              | Leif Lindblom      | Chinateatern                               |
| 2012 |                       | La cage aux folles Jerry Herman och Harvey Fierstein                    | Peter Dalle        | Oscarsteatern                              |
| 2013 |                       | Rock of Ages Chris D'Arienzo                                            | Anders Albien      | Chinateatern                               |
| 2013 |                       | Diggiloo                                                                |                    | Sverigeturné                               |
| 2014 |                       | Rock of Ages Chris D'Arienzo                                            | Anders Albien      | Rondo, Göteborg                            |
| 2014 |                       | Hasse å Tage kavalkad                                                   |                    | Berns                                      |
| 2014 |                       | Diggiloo                                                                |                    | Sverigeturné                               |
| 2015 | Medverkande           | Grotesco på Scala – En näradödenrevy Henrik Dorsin                      | Anna Vnuk          | Scalateatern                               |
| 2017 | Elder Cunningham      | The book of Mormon Matt Stone, Trey Parker och Robert Lopez             | Anders Albien      | Chinateatern                               |
| 2019 | Sebastian             | Art Yasmina Reza                                                        | Edward af Sillén   | Rival                                      |
| 2019 |                       | Den osalige Per Andersson och Håkan Johnsson                            | Klas Wiljergård    | Gunnebo slott                              |
| 2025 | Josef II av Österrike | Amadeus Peter Shaffer                                                   | Sunil Munshi       | Kulturhuset Stadsteatern                   |

## TV (urval)
- 1998 – Rena rama Rolf (TV4)
- 2006 – Extra! Extra! (TV3)
- 2006 – Time Out (TV4) (2006-2011)
- 2007 – Stockholm Live (SVT)
- 2007 – Babben & Co (SVT)
- 2007 – Myggan (Kanal 5) – (röst, Myggan)
- 2007–2017 – Grotesco (TV-serie)
- 2007 – TV3 20 år (TV3)
- 2008–2020 – Parlamentet (TV4)
- 2008 – Doobidoo (SVT) (2008-2015)
- 2009 – Melodifestivalen (SVT)
- 2009 – Hjälp! (TV4)
- 2011 – Hipp Hipp! (SVT)
- 2011 – Melodifestivalen (SVT)
- 2011 – Allsång på Skansen (SVT)
- 2011 – Gäster med gester (SVT)
- 2011–2013 – Jobbtjuven (SVT)
- 2012 – Pulver (SVT)
- 2012 – Partaj (Kanal5)
- 2012 – Så ska det låta (SVT) (2012-2015)
- 2013 – Sommarskratt (SVT)
- 2013 – Melodifestivalen (SVT)
- 2013 – Svensk humor (SVT)
- 2013 – Barna Hedenhös uppfinner julen (SVT)
- 2014–2015 – Lotta på Liseberg (TV4)
- 2014 – SNN NEWS (TV4)
- 2014 – Robins – Nyfiken på väljaren (SVT)
- 2015 – Polarpriset (TV4)
- 2015 – Humorgalan (Kanal5)
- 2017 – Småstaden (TV4)
- 2017 – Ebbots ark (SVT1)
- 2017 – Jakten på tidskristallen (TV-serie)
- 2018 – Katsching – lite pengar har ingen dött av (TV-serie)
- 2018 – Bingolotto uppesittarkväll (TV-serie)
- 2019 – Panik i tomteverkstan (TV-serie)
- 2019 – Skolan (TV-serie)
- 2021 – Udda veckor (TV-serie)
- 2021 – Mer panik i tomteverkstan (TV-serie)
- 2021 – Folk med ångest (TV-serie)
- 2022 – Secret Song Sverige (TV-serie)
- 2023 – LOL: Skrattar bäst som skrattar sist (TV-serie)
- 2023 – Familjen Andersson (TV-serie)
- 2024 – Standup sketch show

## Filmografi
- 2005 – Som man bäddar - Kameramannen
- 2006 – Den enskilde medborgaren - Reklamutdelare
- 2010 – Sweaty Beards En swengelsk vikingafilm.
- 2010 – Bröderna Karlsson
- 2010 – I rymden finns inga känslor
- 2011 – Åsa-Nisse – wälkom to Knohult
- 2011 – En enkel till Antibes
- 2019 – En del av mitt hjärta
- 2020 – Berts dagbok
- 2021 – Tills solen går upp
- 2022 – Göta kanal 4 – Vinna eller försvinna
- 2022 – Håkan Bråkan